# بيو (لاعب كرة قدم برازيلي)
بيو هو لاعب كرة قدم برازيلي في مركز الوسط، ولد في 6 يناير 1986 في سانتا باربرا دي أويستي في البرازيل. لعب مع سانتو أندريه ونادي إيتوانو ونادي روجومبيروك ونادي ساو بيرناردو ونادي سي آر بي ونادي كورينثيانس ألاغوانو.

## وصلات خارجية
- بيو (لاعب كرة قدم برازيلي) على موقع قاعدة بيانات كرة القدم.إي يو (الإنجليزية)
- بيو (لاعب كرة قدم برازيلي) على موقع Soccerway.com (الإنجليزية)